# Месьцисько (Мазовецьке воєводство)
Месьцисько (пол. Mieścisko) — село в Польщі, у гміні Ґневошув Козеницького повіту Мазовецького воєводства.
Населення — 53 особи (2011).
У 1975-1998 роках село належало до Радомського воєводства.

## Демографія
Демографічна структура станом на 31 березня 2011 року:
|          | Загалом | Допрацездатний вік | Працездатний вік | Постпрацездатний вік |
| -------- | ------- | ------------------ | ---------------- | -------------------- |
| Чоловіки | 29      | 5                  | 20               | 4                    |
| Жінки    | 24      | 3                  | 10               | 11                   |
| Разом    | 53      | 8                  | 30               | 15                   |